# Campeonato Cazaque de Futebol Feminino de 2019
O Campeonato Cazaque de Futebol Feminino de 2019 foi a 16ª edição da principal competição de futebol feminino do Cazaquistão.
O BIIK Kazygurt foi o campeão, conquistando seu sétimo título consecutivo e o 13º no total.

## Tabela
| Pos | Time                  | J  | V  | E | D  | GP  | GC | SG   | Pts | Qualificação                                             |
| --- | --------------------- | -- | -- | - | -- | --- | -- | ---- | --- | -------------------------------------------------------- |
| 1   | BIIK Kazygurt (C, Q)  | 20 | 17 | 1 | 2  | 115 | 10 | +105 | 52  | Qualificada à fase 16 avos de final da Liga dos Campeões |
| 2   | Okzhetpes (Q)         | 20 | 15 | 1 | 4  | 81  | 16 | +65  | 46  | Qualificada à fase qualificatória da Liga dos Campeões   |
| 3   | SDYuSShOR No.8 Astana | 20 | 12 | 3 | 5  | 51  | 24 | +27  | 39  |                                                          |
| 4   | ODYuSSh 2 Aktobe      | 20 | 6  | 1 | 13 | 27  | 66 | -39  | 19  |                                                          |
| 5   | Kyzyl-Zhar            | 20 | 5  | 0 | 15 | 25  | 99 | -74  | 15  |                                                          |
| 6   | Namys Shymkent        | 20 | 2  | 0 | 18 | 9   | 93 | -84  | 6   |                                                          |

Fonte: UEFA e KFF
(C) = Campeã (Q) = Qualificada à fase indicada

## Artilheiras
| Pos. | Jogadora             | Equipe        | Gols |
| ---- | -------------------- | ------------- | ---- |
| 1    | Adil Vyldanova       | BIIK Kazygurt | 26   |
| 2    | Bibigul Nurusheva    | Okzhetpes     | 15   |
| 2    | Begaim Kirgizbaeva   | Okzhetpes     | 15   |
| 4    | Aselkhan Turlybekova | Okzhetpes     | 12   |

Fonte: KFF